# Austroplatypus incompertus
Austroplatypus incompertus (лат.) — вид жуков-плоскоходов (Platypodinae). Первый представитель отряда жуков, у которого обнаружена эусоциальность. Эндемик Австралии.

## Описание
Встречаются в штатах Новый Южный Уэльс и Виктория (Австралия). Образуют колонии в древесине эвкалиптов (Eucalyptus).
Яйца жуков A. incompertus имеют длину 0,7 мм и ширину 0,45 мм. Личинки проходят 5 стадий развития (длина их при этом составляет от 1,3 мм на первой стадии до 6 мм на пятой стадии). Взрослые особи имеют длину около 6 мм и диаметр 2 мм. Имаго демонстрируют половой диморфизм: самцы значительно мельче самок, что нетипично для представителей Platypodinae. Кроме того, у самок на переднеспинке имеется микангий, отсутствующий у самцов. Это особый орган, который используется самками для переноса спор грибов в новые места. Первоначально, самцы даже были описаны как новый вид Platypus incostatus, сведённый позднее в синонимы.
A. incompertus, подобно другим амброзиевым жукам, находятся в пищевых симбиотических отношениях с амброзиевыми грибами (Ambrosiella, Rafaellea и Dryadomyces, все из порядка Ophiostomatales, отдел сумчатых грибов Аскомицеты). Оплодотворённая самка начинает выгрызать ходы и галереи внутри деревьев осенью и за 7 месяцев проделывает их от 50 до 80 мм, где откладывает яйца.

## Кормовые деревья
A. incompertus по данным United States Department of Agriculture обнаружены на 18 видах древесных растений Австралии, в том числе: Eucalyptus baxteri, E. botryoides, E. consideniana, E. delegatensis, E. eugenioides, E. fastigata, E. globoidea, E. macrorhyncha, E. muelleriana, E. obliqua, E. pilularis, E. radiata, E. scabra, E. sieberi и Corymbia gummifera. В отличие от других амброзиевых жуков, вид A. incompertus не инфестирует здоровые и неповреждённые деревья.

## Эусоциальность
Вид A. incompertus называют «австралийским жуком, который ведёт себя, как пчелы», так как он демонстрирует «три феномена, характерных для эусоциальных видов», что более обычно для различных видов отряда перепончатокрылые (Hymenoptera). Во-первых, их колонии включают особей из различных перекрывающихся поколений. Во-вторых, они совместно заботятся о потомстве. В третьих, их популяции делятся на репродуктивных и неоплодотворённых нерепродуцирующих особей, фактически на касты. Колонии этих жуков очень маленькие, каждая включает одну оплодотворённую самку и, примерно, 5 неразмножающихся самок, которые защищают яйцекладущую самку от врагов и занимаются расширением ходов и галерей, для разводимых ими грибных садов.